# Vélez-Blanco
Connue pour son château éponyme, Vélez-Blanco est une commune de la province d'Almería en Andalousie dans le sud de l'Espagne.

## Géographie
Sa population était de 1914 habitants en 2023.

## Administration
Elle est dirigée par le maire Antonio Cabrera Gea.

## Économie
Vin de pays Norte de Almería
La commune fait partie de la zone couverte par l'appellation « vin de pays » (es) (Vino de la Tierra) Norte de Almería (es),
une indication géographique réglementée en 2003. Les quatre communes de la comarque Los Vélez (province d'Almeria) en font partie : 
Chirivel, 
María, 
Vélez-Blanco,
Vélez-Rubio.

## Cultures
- Château de Vélez Blanco